# Messein
Messein är en kommun i departementet Meurthe-et-Moselle i regionen Grand Est (tidigare regionen Lorraine) i nordöstra Frankrike. Kommunen ligger i kantonen Neuves-Maisons som tillhör arrondissementet Nancy. År 2022 hade Messein 1 994 invånare.

## Befolkningsutveckling
Antalet invånare i kommunen Messein
| Referens: INSEE |